# Léopold-Marc de Ligniville
Léopold-Marc de Ligniville (Lunéville, 8 dicembre 1708 – Colorno, 1º giugno 1734) è stato un generale francese naturalizzato tedesco, in servizio nell'esercito Imperiale, Conte del Sacro Romano Impero, marchese d'Houécourt, signore di Lironcourt.

## Biografia
Figlio di Melchior de Ligniville (1665-1735), Conte del Sacro Romano Impero e maresciallo di Lorena, e di Marguerite Antoinette de Bouzey (1668-1754).

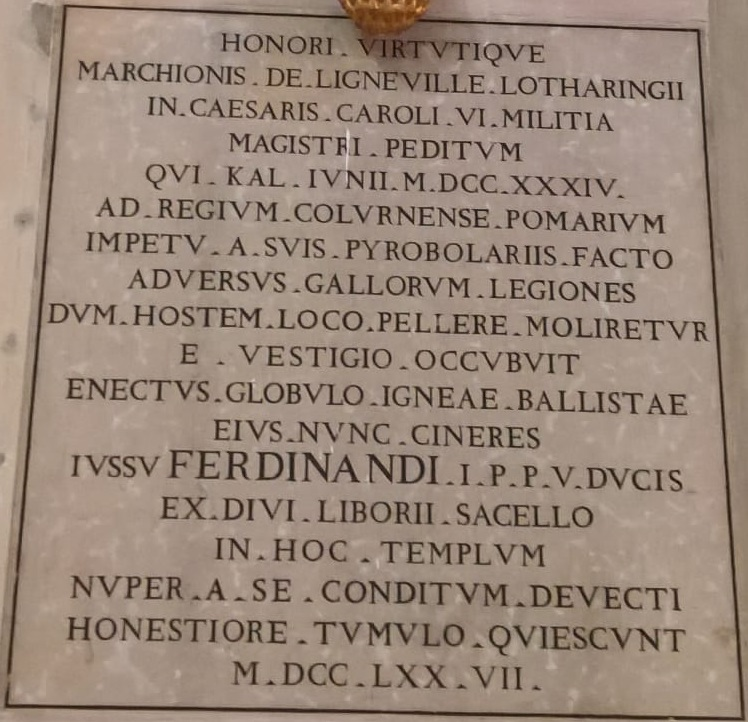
Lapide sepolcrale dedicata a Léopold-Marc de Ligniville, Cappella ducale di San Liborio a Colorno.

La famiglia de Ligniville, talvolta scritto anche du Lignéville, era una delle più antiche famiglie nobili della Lorena, e insieme alle tre principali Maison, i Du Châtelet, gli Harancourt e i Lénancourt, formava la grande aristocrazia lorenese di origine feudale dette comunemente les Grande Chevalerie de Lorraine, una nobiltà cavalleresca che godeva di privilegi fiscali e giurisdizionali e che poteva essere considerata un corpo distinto e in qualche modo indipendente dai Duchi di Lorena, essendo dotata di un propri uomini e sudditi.
Léopold-Marc fu comandante e proprietario del Reggimento Lignéville dell'esercito dell'esercito del Sacro Romano Impero, e servì la Casa d'Austria rappresentata da Carlo VI d'Asburgo durante la Guerra di successione polacca, nel corso della quale si distinse in particolare durante la campagna d'Italia.
Viene ucciso il 1 giugno 1734 mentre si trovava al comando di una colonna di truppe Imperiali durante le prime fasi dell'attacco e occupazione di Colorno. Arrivò sulla riva destra della Parma, e mentre marciava verso il lato ovest del paese nei pressi della Chiesa dell'Annunziata, il suo reggimento fu attaccato e Ligniville venne colpito da colpi di fucile. Nonostante fosse ferito, si espose per fare uscire all'assalto i suoi soldati che si erano nascosti, ma fu colpito da due granate e fini nel greto.
Il corpo di Ligniville verrà sepolto il 3 giugno a Colorno dopo aver ricevuto gli onori militari. Ligniville, che era parente della Duchessa Dorotea, venne poi sepolto nell'oratorio di San Liborio fino al 1777, quando per volere del duca Ferdinando di Borbone, i resti vennero traslati nella nuova cappella ducale di San Liborio.

## Vita privata
Sposò a Napoli Beatrice di Capua (1703-1767), duchessa di Mignano e principessa di Venafro e di Conca, dalla quale ebbe due figli:
- Petronilla de Ligniville (1733-1793), ereditò i titoli dalla madre, e si sposò  con Vincenzo Caracciolo, duca di Mignano e di Roccaromana, da cui ebbe Lucio, che divenne un noto generale militare.
- Pierre Eugène Francois de Ligniville (1726-1778), marchese d'Houécourt, principe di Conca, ministro delle poste granducali e sovrintendente alla musica del Granducato di Toscana, nonché compositore dilettante.